# Слесарев, Александр Валерьевич
Алекса́ндр Вале́рьевич Сле́сарев (род. 16 января 1980 или 1980, Гомель) — белорусский историк церкви, религиовед и преподаватель. Кандидат богословия (2007), магистр социальной психологии (2019), доктор церковной истории (2022). Исполняющий обязанности ректора Минской духовной семинарии (17 июля — 29 сентября 2020).
Проректор по научной работе Минской духовной семинарии и Минской духовной академии. Ответственный за взаимодействие Белорусской православной церкви с Национальной академией наук Беларуси. Член экспертного совета Координационного центра по развитию богословской науки в Русской Православной Церкви и Издательского совета Белорусской Православной Церкви. Заведующий Церковно-археологическим музеем Минской духовной семинарии. Заведующий кафедрой церковной истории и церковно-практических дисциплин Минской духовной академии.
Главный редактор церковно-исторического альманаха «ΧΡΟΝΟΣ» (с 2015 года). Ответственный редактор научного журнала «Труды Минской духовной академии» (с 2012 года) и альманаха «Труды Комиссии по канонизации в Белорусской Православной Церкви» (с 2016 года). Главный редактор информационно-справочного портала «Анти-раскол» (2009-2022). Один из авторов «Православной энциклопедии» и энциклопедии «Жировичи: под святым покровом».

## Биография
В 1995—1999 годы обучался в Гомельском машиностроительном техникуме, по окончании которого поступил в Минскую духовную семинарию.
С 2002 года начал систематически заниматься изучением истории современных расколов в поместных православных церквях. В 2004 году окончил семинарию первым в разрядном списке успеваемости и защитил дипломную работу на тему «Старостильный раскол в Элладской Православной Церкви. История возникновения, развитие и современное состояние». Данный труд в 2004—2007 годах использовался в качестве основного учебного пособия в Минской духовной академии в рамках предмета «История Поместных Православных Церквей». В том же году поступил в Минскую духовную академию, где продолжил изучение истории церковных разделений в XX веке. В 2006 году он был командирован в Московскую духовную академию на курсы интенсивного изучения новогреческого языка в объёме 150 учебных часов. В 2007 году окончил Минскую духовную академию по первому разряду, и под научным руководством епископа Брестского и Кобринского Иоанна (Хомы) защитил диссертацию на соискание учёной степени кандидата богословия по теме «Старостильный раскол в истории Поместных Православных Церквей XX века». Данная диссертация стала использоваться в Минской духовной академии для преподавания расколоведения вместо его дипломной работы 2004 года. В 2009 году значительно расширенный и доработанный текст диссертации был издан в виде монографии Крутицким Патриаршим подворьем и Обществом любителей церковной истории в серии «Материалы по истории Церкви» (Книга 44) под названием «Старостильный раскол в истории Православной Церкви. (1924—2008)».
По окончании Духовной академии по распоряжению митрополита Минского и Слуцкого Филарета (Вахромеева) был оставлен при Минской Духовной семинарии в качестве помощника Инспектора, преподавателя и консультанта при семинарской библиотеке. В мае 2009 года был приглашён на должность преподавателя предмета расколоведения в Ужгородскую украинскую богословскую академию им. святых Кирилла и Мефодия, с сохранением постоянного места работы в Минской духовной семинарии.
10 июня 2009 года для публикации исследовательских наработок по проблеме современных церковных разделений открыл информационно-справочный портал по расколоведению «Анти-раскол» (anti-raskol.ru), где разместил в общей сложности более 150 заметок и статей исторического, аналитического, новостного, биографического и справочного характера по проблемам современных церковных разделений. Целый ряд этих статей и заметок впоследствии был перепечатан на других церковных сайтах.
С 2010 года регулярно принимал участие в работе Комиссии по канонизации святых Белорусской православной церкви, в 2012 году официально введён в состав Комиссии. С ноября 2010 года член редакционной коллегии альманаха «Труды Комиссии по канонизации в Белорусской Православной Церкви».
25 августа 2011 года решением педагогического совета Минской духовной семинарии и академии курс «Расколоведения» введён в учебный план академии, а А. В. Слесарев стал преподавателем возрождённой учебной дисциплины. С 2013 года — доцент Минской духовной академии. Заведующий кафедрой церковной истории и церковно-практических дисциплин Минской духовной академии.
С 2012 года ответственный редактор научного журнала «Труды Минской духовной академии». В 2012—2017 годы главный редактор официального сайта Минской духовной семинарии (http://minds.by).
2 мая 2013 года распоряжением Митрополита Минского и Слуцкого Филарета назначен членом Совета Духовно-образовательного центра Белорусской Православной Церкви.
5 июля 2013 года определением Синода Белорусской Православной Церкви включён в состав Совета по теологическому образованию Белорусской православной Церкви.
В 2013 году прошёл обучение по курсу повышения квалификации «Церковь в медиапространстве: основы коммуникации» в объеме 30 часов, организованному Синодальным информационным отделом Русской православной церкви.
В марте 2014 года становится член экспертного совета Координационного центра по развитию богословской науки в Русской Православной Церкви.
В январе 2016 года назначен заместителем председателя Комиссии по канонизации святых Белорусской Православной Церкви.
В 2016 году прошёл обучение по курсу повышения квалификации преподавателей церковной истории, организованному Учебным комитетом Русской Православной Церкви, в объёме 20 часов.
27 марта 2019 года с отличием окончил Российский государственный социальный университет по направлению подготовки 030300.68 «Психология», защитив магистерскую диссертацию по социальной психологии по теме «Социально-психологические особенности возникновения и развития внутриконфессиональных религиозных конфликтов (на примере Церквей византийской традиции)».
С 2019 года — докторант Объединённого докторского диссертационного совета Московской, Санкт-Петербургской и Минской духовных академий: тема диссертации — «Церковная жизнь белорусской эмиграции в 1944—1991 гг.: проблемы организации, юрисдикционных противоречий и расколов» (научный консультант — доктор исторических наук М. В. Шкаровский).
Указом митрополита Минского и Заславского Павла, Патриаршего Экзарха всея Беларуси, от 17 июля 2020 года назначен исполняющим обязанности ректора Минской духовной семинарии. В период исполнения обязанностей ректора сохраняет должность проректора по научной работе Минских духовных академии и семинарии.
С 2020 года аспирант Института истории Национальной академии наук Беларуси (специальность 07.00.02 — Отечественная история (исторические науки)).
13 ноября 2020 г. за победу в ХХVI Республиканском конкурсе научных работ студентов награжден Премией специального фонда Президента Республики Беларусь по социальной поддержке одаренных учащихся и студентов.
21 декабря 2022 года представил Объединённому докторскому диссертационному совету Московской духовной академии, Санкт-Петербургской духовной академии, Минской духовной академии и Сретенской духовной академии диссертацию «Церковная жизнь белорусской эмиграции в 1944—1991 гг.: проблемы организации, юрисдикционных противоречий и расколов». Научные консультанты — доктор теологии, кандидат исторических наук, председатель Синодального отдела по делам молодёжи епископ Истринский Серафим (Амельченков) и доктор исторических наук, профессор кафедры церковной истории Санкт-Петербургской духовной академии М. В. Шкаровский. Официальные оппоненты — доктор церковной истории, заслуженный профессор, профессор Московской духовной академии протоиерей В. А. Цыпин, доктор исторических наук, профессор кафедры религии и религиоведения Института философии Санкт-Петербургского государственного университета, профессор Санкт-Петербургской духовной академии С. Л. Фирсов, доктор церковной истории, кандидат исторических наук, профессор Православного Свято-Тихоновского гуманитарного университета В. И. Петрушко. По результатам тайного голосования академический докторский диссертационный совет принял единогласное решение о присуждении А. В. Слесареву учёной степени доктора церковной истории и ходатайстве перед Патриархом об утверждении данного решения. Данное решение Совета было утверждено Патриархом Кириллом 3 мая 2023 года. Вручение диплома и знака доктора наук состоялось 12 июня 2023 года

## Публикации
- Старостильный раскол в истории Православной Церкви (1924—2008). — М.: Издательство Крутицкого подворья. Общество любителей церковной истории, 2009. — 562 с. — (Материалы по истории Церкви).
- Расколоведение. Введение в понятийный аппарат. — М.: Новоспасский мужской монастырь, 2012. — 208 с.
  - Расколоведние. Введение в понятийный аппарат: учебное пособие для бакалавриата теологии. — Изд. 2-е, испр. и доп. — Москва: Общецерковная аспирантура и докторантура им. святых равноапостольных Кирилла и Мефодия, Издательский дом «Познание», 2021. — 200 с.
- Мартиролог Гомельской епархии (1917—1953) : биографический справочник / авт.-сост. А. В. Слесарев. — Мн.: Издательство Минской духовной академии, 2017. — 339 с. : ил. (Монографии Минской духовной академии. Т. II)

- Учебно-методический комплекс курса «Расколоведение» для III курса Минской духовной академии. — Жировичи: МинДА, 2011. — 24 с.
- Учебно-методический комплекс курса «Расколоведение» для 1 курса магистратуры Минской духовной академии. — Жировичи: МинДА, 2013. — 26 с.
- Учебно-методический комплекс курса «История Древних Восточных Церквей» для 1 курса магистратуры Минской духовной академии. — Жировичи: МинДА, 2013. — 25 с.
- Учебно-методический комплекс курса «Современные расколы в Поместных Православных Церквях» для 2 курса магистратуры Минской духовной академии. — Жировичи-Минск: МинДА, 2014. — 22 с.
- Учебно-методический комплекс курса «История русского старообрядчества (XVII—XXI вв.)» для 2 курса магистратуры Минской духовной академии. — Жировичи-Минск: МинДА, 2014. — 29 с.

- Деструктивная сущность идеологии антиэкуменизма в свете духовно-нравственного возрождения белорусской нации // Материалы Международной научной конференции «Демографические проблемы Беларуси и духовно-нравственное здоровье нации». Гомель, 22 марта 2005 г. — Гомель, 2005. — С. 242—245.
- Деструктивная сущность антиэкуменической идеологии // Православная цивилизация: прошлое, настоящее, будущее. Сборник материалов межрегиональной научно-практической конференции «Православная цивилизация: прошлое, настоящее, будущее», 15-17 сентября 2006 г. в г. Самаре. — Самара: Изд-во Самарского Научного центра РАН, 2006. — С. 205—210.
- «Российская православная катакомбная церковь» в Белоруссии: история и современность // Минские епархиальные ведомости. — 2007. — № 4 (83). — С. 68-70.
- Большой террор и Православная Церковь в Восточной Белоруссии в 1937 г. // Церковно-исторический вестник. — 2007. — № 14. — С. 173—203.
- Православие западного обряда: исторический путь от церковной миссии к расколу // Минские епархиальные ведомости. — 2008. — № 2 (85). — С. 68-72.
- «Белорусская Автокефальная Православная (Народная) Церковь» // Минские епархиальные ведомости. — 2009. — № 2 (89). — С. 77-83.
- Протоиерей Павел Викентиевич Гинтовт (1877—1933) // Труды Комиссии по канонизации в Белорусской Православной Церкви (2006—2010). — 2010. — Выпуск 1. — С. 59-68.
- «…Несмотря на все, говорю: слава Тебе, Господи, что я еще живу с людьми, которые еще не потеряли веру в Тебя…» Фрагменты летописных записей священника Павла Сильвестровича Ващенко (1917—1925 гг.) // Минские епархиальные ведомости. — 2010. — № 3(94). — С. 97-100.
- Историческая ретроспектива развития канонической позиции Элладской Православной Церкви в отношении старостильного раскола // Минские епархиальные ведомости. — 2011. — № 1(96). — С. 95-98.
- Кампания по изъятию церковных ценностей на территории Гомельского уезда (апрель-август 1922 г.) // Труды Минской духовной академии. — 2011. — № 9. — С. 126—139.
- Универсализм христианского благовестия и вызов националистических идеологий // Минские епархиальные ведомости. — 2011. — № 3 (98). — С. 83-85.
- Основатель «серафимо-геннадиевской» ветви Катакомбной церкви «схимитрополит» Геннадий (Секач) // Сектоведение. Альманах. Том II. — Жировичи: Издательство Минской духовной семинарии, 2012. — С. 112—147.
- Учение о Таинстве священства в системе евхаристического богословия протопресвитера Николая Афанасьева // Труды Минской духовной академии. — 2012. — № 10. — С. 97-104.
- Преподавание расколоведения в системе духовного образования Русской Православной Церкви // Минские епархиальные ведомости. — 2012. — № 1 (100). — С. 40-43.
- Священник Климент Шамко (1889—1937): к истории общей трагедии польского и белорусского народов в ХХ столетии // Минские епархиальные ведомости. — 2013. — № 2 (105). — С. 75-77.
- «Уста Христовы, судья живых и мертвых, протоиерей и доктор богословия…» Сектантско-раскольническая деятельность бывшего священника Иосифа Ринкевича (1925—2008) // Сектоведение. Альманах. Том III. — Жировичи: Издательство Минской духовной семинарии, 2013. — С. 45-74.
- Каноническая оценка крещений, совершенных в расколе // Минские епархиальные ведомости. — 2013. — № 3 (106). — С. 76-78.
- Архипастырские послания и письма епископа Гомельского Тихона (Шарапова) из заключения и ссылки (июль 1925 — август 1926 гг.) // ΧΡΟΝΟΣ. Церковно-исторический альманах. — Минская духовная академия: кафедра церковной истории и церковно-практических дисциплин. — 2013. — № 1. — С. 68-131.
- Тенденции к расколу Белорусской Православной Церкви в 1988—2013 гг. и их преодоление // Крещение Руси в судьбах Беларуси, России и Украины: выбор цивилизационного пути: материалы Муждунар. науч. конф., Минск, 6-7 июня 2013 г. / редкол.: В. Г. Гусаков [и др.]. — Минск: Издательство Белорусского Экзархата, 2013. — С. 254—260.
- Работа в архивах Белоруссии // Православное книжное обозрение. — 2013. — № 2 (26). — С. 25-31.
- История «правой» церковной оппозиции («иосифлянства») на Гомельщине в 1928 — нач. 1941 гг. // Труды Минской духовной академии. — 2014. — № 11. — С. 140—149.
- Польский элемент в контексте группового осуждения православных священнослужителей г. Гомеля в 1937 г. // Шлях да ўзаемнасці = Droga ku wzajemnosci : матэрыялы XVIII міжнароднай навуковай канферэнцыі (Гродна, 15-16 лістапада 2012 г.) / рэдкал.: Я. Панькоў, І. Папоў, Э. Ярмусік. — Ліда : Лідская друкарня, 2014. — С. 153—157.
- Раскол «епископа» Василия (Костюка) // Сектоведение. Альманах. Том IV. — Жировичи: Издательство Минской духовной семинарии, 2014. — С. 90-101.
- Священник Дементий Сурмилло (1864—1937). Жизнеописание // Труды Комиссии по канонизации в Белорусской Православной Церкви (2010—2014). Вып. 2. — Жировичи : Издательство Минской духовной семинарии, 2014. — С. 34-37.
- Противодействие архимандрита Тихона (Шарапова) введению нового стиля и провозглашению автокефалии Православной Церкви в Польше (1922—1924 гг.) // ΧΡΟΝΟΣ. Церковно-исторический альманах. — 2015. — № 2. — С. 137—183.
- «Правая» церковная оппозиция на Гомельщине в период немецкой оккупации и послевоенные годы (1941—1950) // Труды Минской духовной академии. — 2015. — № 12. — С. 187—202.
- Современные вызовы церковному единству восточнославянского мира // Святой князь Владимир и Крещение Руси : цивилизационный выбор восточнославянского мира. Материалы международной научной конференции, Республика Беларусь, Минская духовная академия при Свято-Успенском Жировичском монастыре 14-15 мая 2015 г. / Науч. ред. совет: А. А. Коваленя [и др.]; Институт философии НАН Беларуси. — Мн.: Право и экономика, 2015. — С. 217—220.
- Феномен «новообрядного беспоповства» на территории Гомельской области в 1940—1980-е гг. // Сектоведение. Альманах. Том V. — Минск : Издательство Минской духовной академии, 2016. — С. 56-72.
- Белорусские автокефальные расколы в XX в. // Традиции и новации: культура, общество, личность : сб. тр. Междунар. науч.-практ. конф. в рамках XXIV регион. Рождествен. чтений, посвящ. 550-летию с момента первого упоминания Кобринского Спасского монастыря, Кобрин, 16 ноября 2015 г. / Брест. гос. ун-т им. А. С. Пушкина ; Брест. епархия Белорус. Православ. Церкви ; Православ. жен. монастырь Всемилостивого Спаса ; Кобрин. район. исполн. ком. ; под общ. ред. А. А. Горбацкого. — Брест : БрГУ, 2016. — С. 99-103.
- Движение церковного обновления в Могилевской епархии после Февральской революции 1917 г.: Чрезвычайный Съезд духовенства и мирян // ΧΡΟΝΟΣ. Церковно-исторический альманах. — 2016. — № 3. — С. 95-137.
- Церковное подполье на Гомельщине в 1940—1970-е гг. // Православные ценности в современной белорусской культуре : сб. докл. XXI Междунар. Кирилло-Мефодиевских Чтений. — Мн.: УП «Минар», 2016. — С. 103—109.
- Гомельская православная епархия в первой половине XX века: образование, развитие, ликвидация // Труды Минской духовной академии. — 2016. — № 13. — С. 269—305.
- Новооткрытые сведения о миссионерском служении преподобномученика Серафима (Шахмутя), архимандрита Жировичского // ΧΡΟΝΟΣ. Церковно-исторический альманах. — 2017. — № 4. — С. 113—122; Эта же публикация в: Ведомости Минской митрополии. — 2017. — № 5 (135). — С. 71-74.
- Церковная деятельность В. М. Борового в годы немецкой оккупации Беларуси // ΧΡΟΝΟΣ. Церковно-исторический альманах. — 2017. — № 4. — С. 125—148.
- Расколообразующий конфликт: специфика и основные закономерности развития // Актуальные вопросы современного богословия и церковной науки. Материалы VIII междунар. науч.-богосл. Конференции, посвященной 70-летию возрождения Санкт-Петербургской духовной академии, 16-17 ноября 2016 года. Ч. 1: Библеистика, Богословие, Церковное искусство и архитектура. — СПб.: Изд-во СПбДА, 2017. — С. 261—267.
- Исторические обстоятельства и политические предпосылки церковного раскола белорусской эмиграции в 1948—1949 гг. // ΧΡΟΝΟΣ. Церковно-исторический альманах. — 2017. — № 5. — С. 83-110.
- Воспоминания гомельского протоиерея Петра Рылло (1884—1937). Часть 1 / А. В. Слесарев, И. А. Грищенко, протоиерей Александр Лопушанский // ΧΡΟΝΟΣ. Церковно-исторический альманах. — 2017. — № 5. — С. 113—141.
- Воспоминания А. К. Шалькевича о митрополите Антонии (Мельникове). Часть 1 / А. В. Слесарев, протоиерей Федор Кривонос // ΧΡΟΝΟΣ. Церковно-исторический альманах. — 2017. — № 5. — С. 162—190.
- Минская духовная академия на современном этапе // Церковная наука в начале третьего тысячелетия: актуальные проблемы и перспективы развития : материалы I Международной научной конференции, Минск, 2 ноября 2016 г. — Мн.: Издательство Минской духовной академии, 2017. — С. 9-15.
- Противодействие В. М. Борового процессам автокефализации Белорусской митрополии в 1941—1944 гг. // Церковная наука в начале третьего тысячелетия: актуальные проблемы и перспективы развития : материалы I Международной научной конференции, Минск, 2 ноября 2016 г. — Мн.: Издательство Минской духовной академии, 2017. — С. 231—237.
- Церковные расколы в белорусской эмиграции: религиозная деятельность митрополита Петра (Журавецкого) и патриарха Владислава (Рыжего-Рыского) // Труды Минской духовной академии. — 2017. — № 14. — С. 293—314.
- Основания смысловых диспозиций участников внутриконфессиональных религиозных конфликтов // Социальный мир: роль молодежи в решении проблем XXI века: материалы XIV Международной научно-практической конференции учащихся, студентов и молодых исследователей (Минск, 27 апреля 2017 г.) / Российский государственный социальный университет. Филиал в г. Минске; редол. : С. А. Полетаев (гл. ред) [и др.]. — Минск : Бестпринт, 2017. — С. 275—277.
- Церковная жизнь белорусской эмиграции в 1944—1946 гг. // I Чтения памяти протоиерея Иоанна Григоровича (1792—1852): историка, археографа, археолога : Материалы научно-практической конференции, Минск : Минская духовная академия, 17 мая 2017 года. — Мн.: Издательство Минской духовной академии, 2018. — С. 177—187.
- Гомельская православная епархия в эпоху массовых антирелигиозных гонений (1922—1939) // ASPECT. Часопис друштвене и хуманистичке науке. — Београд, 2018. — № 1 (15). — С. 24-37.
- Обстоятельства присоединения архиереев Белорусской митрополии в эмиграции к РПЦЗ в 1946 г. // Религия и письменность как факторы формирования славянской культуры. Сборник докладов ХХIII Международных Кирилло-Мефодиевских чтений : Мн.: ГУО «Институт теологии имени святых Мефодия и Кирилла» Белорусского государственного университета, 22-26 мая 2017 г. — Минск, 2018. — С. 116—119.
- Критерии классификации внутриконфессиональных религиозных конфликтов в Церквях византийской традиции // Вестник Минского городского института развития образования. Научно-методический журнал. — 2018. — № 2 (34). — С. 54-66.
- Информационная записка протоиерея Аркадия Закидальского о положении белорусских и украинских архиереев в составе Русской Православной Церкви Заграницей в 1948 г. // Церковная наука в начале третьего тысячелетия: актуальные проблемы и перспективы развития. Материалы Международной научной конференции, Минск, 17 ноября 2017 года : Минская духовная академия. — Минск : Издательство Минской духовной академии, 2018. — С. 167—172.
- Процесс развития церковного раскола белорусской диаспоры и формирование иерархии БАПЦ в 1949—1968 гг. // Труды Минской духовной академии. — 2018. — № 15. — С. 203—235.
- Новы дакумэнтальны зборнік аб царкоўным жыцьці беларускай эміграцыі // Запісы. Беларускі Інстытут Навукі й Мастацтва. — 2018. — Вып. 40. — С. 704—710.
- Воспоминания А. К. Шалькевича о митрополите Антонии (Мельникове). Часть 1 // ΧΡΟΝΟΣ. Церковно-исторический альманах. — 2018. — № 6. — С. 226—261. (в соавторстве с протоиереем Феодором Кривоносом)
- Новое свидетельство о положении иерархов Белорусской митрополии в составе Русской Православной Церкви Заграницей в 1948 г. // ΧΡΟΝΟΣ. Церковно-исторический альманах. — 2018. — № 6. — С. 214—224.
- Предпосылки возникновения и история развития Белорусского Совета православных церквей в Северной Америке в 1950—1976 гг. // Христианское чтение. — 2019. — № 4. — С. 176—192.
- Структурное оформление церковного раскола белорусской диаспоры в 1949—1971 гг. и роль его иерархии в поддержке раскольнических тенденций в Поместных Православных Церквях // Актуальные вопросы церковной науки. — 2019. — № 2. — С. 111—116.
- Роль Белорусской Автокефальной Православной Церкви в развитии и организационном оформлении церковного раскола Австралийской архиепископии Константинопольского Патриархата (1959—1965 гг.) // Христианское чтение. — 2019. — № 5. — С. 214—221.
- Попытки восстановления церковного единства белорусской диаспоры в 1963—1967 гг. // Христианское чтение. — 2019. — № 6. — С. 203—213.
- Рэлігійная дзейнасьць архіепіскапа Васіля (Тамашчыка) у 1946—1970 гг. // Запісы. Беларускі Інстытут Навукі й Мастацтва. — New York-Miensk, 2019. — Вып. 41. — С. 587—607.
- Ліставаньні архіепіскапа Васіля (Тамашчыка) з грамадска-палітычнымі і рэлігійнымі дзеячамі беларускага замежжа (1950—1967 гг.) // Запісы. Беларускі Інстытут Навукі й Мастацтва. — New York-Miensk, 2019. — Вып. 41. — С. 482—508.
- Церковная жизнь белорусской эмиграции на территории Бельгии в 1950 — начале 1970-х гг. // Христианское чтение. — 2020. — № 1. — С. 182—189.
- Епископ Тихон (Шарапов) — защитник канонического Православия на белорусской земле // Журнал Московской Патриархии. — 2020. — № 5 (942). — С. 31-33.
- Роль митрополита Полесского и Пинского Александра (Иноземцева) в организации церковной жизни белорусской и украинской послевоенной диаспоры // Христианское чтение. — 2020. — № 3. — С. 138—147.
- Административно-канонический статус Белорусской митрополии в периоды немецкой оккупации и послевоенной эмиграции (1941—1956) // Журнал Белорусского государственного университета. История. — 2020. — № 2. — С. 40-50.
- Белорусский Совет православных церквей в Северной Америке под руководством протопресвитера Святослава Ковша в 1976—1986 гг. // Христианское чтение. — 2020. — № 2. — С. 208—219.
- Роль архиепископа Филофея (Нарко) (1905—1986) в религиозной и общественно-политической жизни белорусской диаспоры // Вестник Минского городского института развития образования. — 2020. — № 1 (41). — С. 33-41.
- Деятельность архимандрита Владимира (Финьковского) по организации церковной жизни на оккупированной территории Беларуси и в белорусской диаспоре (1941—1962) // Христианское чтение. — 2020. — № 4. — С. 199—215.
- Социально-психологические особенности возникновения и развития внутриконфессиональных религиозных конфликтов (на примере Церквей византийской традиции) // Сборник научных работ студентов Республики Беларусь «НИРС 2019»; редкол.: В. А. Богуш (пред.) [и др.] — Минск: Изд. центр БГУ, 2020. — С. 499—500.
- История переговоров с иерархом РПЦЗ архиепископом Афанасием (Мартосом) о возглавлении белорусских приходов в диаспоре (1959—1974 гг.) // Христианское чтение. — 2020. — № 5. — С. 158—178.
- Положение епископа Мелитопольского Сергия (Охотенко) от начала эмиграции до официального возглавления белорусского автокефального движения (1944—1949 гг.) // Вестник Екатеринбургской духовной семинарии. — 2020. — № 3 (31). — С. 299—318.
- Деятельность иеромонаха Владимира (Финьковского) по организации церковной жизни центральной Беларуси в начальный период немецкой оккупации (июнь 1941 — март 1942 гг.) // Православие в Беларуси XIX-XX вв. : Материалы международной научной конференции, Республика Беларусь, г. Минск, 1 ноября 2019 г. / Белорусская Православная Церковь, Национальная академия наук Беларуси, Отделение гуманитарных наук и искусств НАН Беларуси, Институт истории НАН Беларуси, Минская духовная академия. — Минск : Издательство Минской духовной академии, 2020. — C. 207—213.
- Обстоятельства возникновения и история развития церковного раскола белорусской диаспоры в первой половине 1980-х гг. // Журнал Белорусского государственного университета. История. // 2020. — № 4. — С. 66-79.
- Постановление Собора епископов Белорусской митрополии от 15 мая 1944 г. по вопросам восстановления Московского патриаршества и церковно-государственных отношений в СССР // Святло зямлі Беларускай : зб. навук. арт. да 550-год. аднойдезння цудатворнай Жыровіцкай іконы Божай Маці і 500-год. заснавання Свята-Успенскага Жыровіцкага манастыра / Гродзен. дзярж. ун-т імя Янкі Купалы, Гродзен. епархія Бел. Праваслаўнай царквы, Мін. духоўная акад. імя свяціцеля Кірылы Тураўскага; рэдкал.: А. С. Горны (гал. рэд.) [і інш.]. — Гродна : ГрДУ, 2020. — С. 336—341.
- Деятельность Жировичского православного братства под руководством А. Осипчика по организации религиозной жизни белорусской диаспоры в 1947—1965 гг. // Вестник Полоцкого государственного университета. — 2021. — № 1 (59). — С. 166—171.
- Решения Архиерейского Собора РПЦЗ 7-9 мая 1946 г. по вопросу организации церковной жизни белорусской диаспоры // Вестник ПСТГУ. Серия II: История. История Русской Православной Церкви. 2021. — Вып. 100. — С. 80-94
- Взаимодействие иерархов автокефальной Белорусской митрополии в диаспоре с антисоветскими вооруженными формированиями в 1944—1945 годах // Беларуская думка. — 2021. — № 7. — С. 42-46.
- Система организации епархиального управления Белорусской автокефальной православной церкви в 1949—1980 гг. // Elpis. — 2021. — Т. 23. — С. 119—126.
- Организация высшего церковного управления Белорусской автокефальной православной церкви в 1949—1980 гг. // Веснік Брэсцкага ўніверсітэта. Серыя 2: Гісторыя, эканоміка, права. — 2021. — № 2. — С. 25-34.
- Вопрос организации религиозной жизни православной белорусской диаспоры на территории Северной Америки в 1949 г. // Церковная наука в начале третьего тысячелетия : актуальные проблемы и перспективы развития : мат. V Межд. науч. конф., Республика Беларусь, г. Минск, 5 ноября 2020 г. / Минская духовная академия. — Мн. : Издательство Минской духовной академии, 2021. — С. 141—145.
- Украинское и белорусское автокефальные движения в контексте притязаний Константинопольского патриархата на территории исторической Киевской митрополии // Теологический вестник Смоленской православной духовной семинарии. — 2021. — № 4. — С. 144—162.
- О церковной жизни периода Второй мировой войны. По воспоминаниям бывшего Заместителя Экзарха Прибалтики архиепископа Даниила (Юзьвюка) // Церковь и время. — 2022. — № 3 (100). — С. 147—179.
- Политическая активность Белорусской автокефальной православной церкви в 1950—1982 гг. // Известия Национальной академии наук Беларуси. Серия гуманитарных наук. — 2022. — Т. 67. — № 2. — С. 166—176.
- Адам Константинович Шалькевич (1908—1992) и его воспоминания о митрополите Антонии (Мельникове) // Шалькевич А. К. Воспоминания келейника о митрополите Антонии (Мельникове) / А. К. Шалькевич; вступ. статья, публ. и коммент. прот. Феодор Кривонос и А. В. Слесарев. — Жировичи : Издательство Минской духовной семинарии, 2022. — С. 5-8. (соавтор: протоиерей Федор Кривонос)
- «Мысль о довершении высшего образования и о научной работе в области истории не покидает меня никогда…». Автобиография иерея Виталия Борового (1945 г.) / публ., предисл. и коммент. А. В. Слесарев // ΧΡΟΝΟΣ. Церковно-исторический альманах. — 2022. — № 10. — С. 139—152.
- Миссионерское служение преподобномученика Серафима (Шахмутя) на Гомельщине в годы немецкой оккупации (1942—1943 гг.) // Труды Комиссии по канонизации святых Белорусской Православной Церкви. — Жировичи : Изд-во Минской духовной семинарии, 2022. — Вып. 5. — С. 37-46.
- Политические обвинения архимандрита Владимира (Финьковского) в контексте противостояния Рады БНР и БЦР второй половины 1950-х гг. // Вестник Полоцкого государственного университета. Серия А. Гуманитарные науки. — 2023. — № 2 (67). — С. 101—104.
- Воспоминания гомельского протоиерея Петра Рылло (1884—1937) как исторический источник // Слесарев А. В., Грищенко И. А. Рылло Петр, протоиерей. Воспоминания / публ. прот. Александр Лопушанский; предисл. А. Л. Киштымов; вступ. статья, коммент. И. А. Грищенко и А. В. Слесарев. — Минск : Издательство «Ковчег», 2023. — С. 7—26.
- Письмо патриарха Константинопольского Василия III представителю Вселенской патриархии в СССР архимандриту Василию (Димопуло) о созыве Вселенского Собора (1926 г.) / публ. и вводн. статья А. В. Слесарев // ΧΡΟΝΟΣ. Церковно-исторический альманах. — 2023. — № 11. — С. 137—143.
- Деятельность белорусских православных религиозных организаций в диаспоре по белорусизации богослужения и традиции церковного пения (конц. 1940-х — нач. 1990-х гг.) // Вестник Минского городского института развития образования. — 2023. — № 4 (56). — С. 56—62.
- Политическая активность духовенства белорусских приходов Константинопольского патриархата в 1950—1991 гг. // Журнал Белорусского государственного университета. История. — 2024. — № 1. — С. 17—24.

- Минская духовная академия // Православная энциклопедия. — М., 2017. — Т. XLV : Мерри Дель Валь — Михаил Парехели. — С. 288—289. — 39 000 экз. — ISBN 978-5-89572-052-3. (в соавторстве с архимандритом Сергием (Акимовым))
- Минская епархия // Православная энциклопедия. — М., 2017. — Т. XLV : Мерри Дель Валь — Михаил Парехели. — С. 314—317. — 39 000 экз. — ISBN 978-5-89572-052-3. (раздел «истинно-православные христиане и катакомбное движение в Белоруссии»)
- Раскол В. Костюка («епископа» Василия) // Православная энциклопедия. — М., 2020. — Т. 57. — С. 515.
- Агіцкі Дзмітрый Пятровіч // Жыровічы: пад святым Пакровам: энцыклапедыя / рэдкал.: В. У. Ваніна (гал. рэд.) [і інш.]. — Мінск : Беларуская Энцыклапедыя імя Петруся Броўкі, 2020. — С. 8.
- Антоній (Мельнікаў) // Жыровічы: пад святым Пакровам: энцыклапедыя / рэдкал.: В. У. Ваніна (гал. рэд.) [і інш.]. — Мінск : Беларуская Энцыклапедыя імя Петруся Броўкі, 2020. — С. 11-12.
- Баброўскі Міхаіл Кірылавіч // Жыровічы: пад святым Пакровам: энцыклапедыя / рэдкал.: В. У. Ваніна (гал. рэд.) [і інш.]. — Мінск : Беларуская Энцыклапедыя імя Петруся Броўкі, 2020. — С. 16-17.
- Багалеп (Анцух) // Жыровічы: пад святым Пакровам: энцыклапедыя / рэдкал.: В. У. Ваніна (гал. рэд.) [і інш.]. — Мінск : Беларуская Энцыклапедыя імя Петруся Броўкі, 2020. — С. 17.
- Багаслоўска-пастырскія курсы пры Жыровіцкім манастыры // Жыровічы: пад святым Пакровам: энцыклапедыя / рэдкал.: В. У. Ваніна (гал. рэд.) [і інш.]. — Мінск : Беларуская Энцыклапедыя імя Петруся Броўкі, 2020. — С. 17.
- Базыліянскі ордэн // Жыровічы: пад святым Пакровам: энцыклапедыя / рэдкал.: В. У. Ваніна (гал. рэд.) [і інш.]. — Мінск : Беларуская Энцыклапедыя імя Петруся Броўкі, 2020. — С. 18-19.
- Баравы Віталій Міхайлавіч // Жыровічы: пад святым Пакровам: энцыклапедыя / рэдкал.: В. У. Ваніна (гал. рэд.) [і інш.]. — Мінск : Беларуская Энцыклапедыя імя Петруся Броўкі, 2020. — С. 19-21.
- Брэсцкая царкоўная ўнія 1596 // Жыровічы: пад святым Пакровам: энцыклапедыя / рэдкал.: В. У. Ваніна (гал. рэд.) [і інш.]. — Мінск : Беларуская Энцыклапедыя імя Петруся Броўкі, 2020. — С. 24-25.
- Венядзікт (Бабкоўскі) // Жыровічы: пад святым Пакровам: энцыклапедыя / рэдкал.: В. У. Ваніна (гал. рэд.) [і інш.]. — Мінск : Беларуская Энцыклапедыя імя Петруся Броўкі, 2020. — С. 29-30.
- Выдавецтва Мінскай духоўнай семінарыі // Жыровічы: пад святым Пакровам: энцыклапедыя / рэдкал.: В. У. Ваніна (гал. рэд.) [і інш.]. — Мінск : Беларуская Энцыклапедыя імя Петруся Броўкі, 2020. — С. 35.
- Гамаліцкі Фердынанд (Іпаліт) // Жыровічы: пад святым Пакровам: энцыклапедыя / рэдкал.: В. У. Ваніна (гал. рэд.) [і інш.]. — Мінск : Беларуская Энцыклапедыя імя Петруся Броўкі, 2020. — С. 37.
- Гаўрыіла (Рысіцкая) // Жыровічы: пад святым Пакровам: энцыклапедыя / рэдкал.: В. У. Ваніна (гал. рэд.) [і інш.]. — Мінск : Беларуская Энцыклапедыя імя Петруся Броўкі, 2020. — С. 37-38.
- Гурый (Апалька) // Жыровічы: пад святым Пакровам: энцыклапедыя / рэдкал.: В. У. Ваніна (гал. рэд.) [і інш.]. — Мінск : Беларуская Энцыклапедыя імя Петруся Броўкі, 2020. — С. 39-40.
- Дзімітрый (Маган) // Жыровічы: пад святым Пакровам: энцыклапедыя / рэдкал.: В. У. Ваніна (гал. рэд.) [і інш.]. — Мінск : Беларуская Энцыклапедыя імя Петруся Броўкі, 2020. — С. 42-43.
- Жыровіцкага Ўспенскага манастыра школа // Жыровічы: пад святым Пакровам: энцыклапедыя / рэдкал.: В. У. Ваніна (гал. рэд.) [і інш.]. — Мінск : Беларуская Энцыклапедыя імя Петруся Броўкі, 2020. — С. 49.
- Жыровіцкая Мікалаеўская царква // Жыровічы: пад святым Пакровам: энцыклапедыя / рэдкал.: В. У. Ваніна (гал. рэд.) [і інш.]. — Мінск : Беларуская Энцыклапедыя імя Петруся Броўкі, 2020. — С. 53.
- Жыровіцкія святыя крыніцы // Жыровічы: пад святым Пакровам: энцыклапедыя / рэдкал.: В. У. Ваніна (гал. рэд.) [і інш.]. — Мінск : Беларуская Энцыклапедыя імя Петруся Броўкі, 2020. — С. 92-95.
- Завадскі Антоній // Жыровічы: пад святым Пакровам: энцыклапедыя / рэдкал.: В. У. Ваніна (гал. рэд.) [і інш.]. — Мінск : Беларуская Энцыклапедыя імя Петруся Броўкі, 2020. — С. 104.
- Іаан (Бембель) // Жыровічы: пад святым Пакровам: энцыклапедыя / рэдкал.: В. У. Ваніна (гал. рэд.) [і інш.]. — Мінск : Беларуская Энцыклапедыя імя Петруся Броўкі, 2020. — С. 105.
- Іаан (Маслаў) // Жыровічы: пад святым Пакровам: энцыклапедыя / рэдкал.: В. У. Ваніна (гал. рэд.) [і інш.]. — Мінск : Беларуская Энцыклапедыя імя Петруся Броўкі, 2020. — С. 106.
- Іасаф (Морза) // Жыровічы: пад святым Пакровам: энцыклапедыя / рэдкал.: В. У. Ваніна (гал. рэд.) [і інш.]. — Мінск : Беларуская Энцыклапедыя імя Петруся Броўкі, 2020. — С. 106.
- Іеранім (Коваль) // Жыровічы: пад святым Пакровам: энцыклапедыя / рэдкал.: В. У. Ваніна (гал. рэд.) [і інш.]. — Мінск : Беларуская Энцыклапедыя імя Петруся Броўкі, 2020. — С. 107.
- Інакенцій (Сокаль) // Жыровічы: пад святым Пакровам: энцыклапедыя / рэдкал.: В. У. Ваніна (гал. рэд.) [і інш.]. — Мінск : Беларуская Энцыклапедыя імя Петруся Броўкі, 2020. — С. 107—108.
- Канстанцін (Хоміч) // Жыровічы: пад святым Пакровам: энцыклапедыя / рэдкал.: В. У. Ваніна (гал. рэд.) [і інш.]. — Мінск : Беларуская Энцыклапедыя імя Петруся Броўкі, 2020. — С. 114—115.
- Леанід (Філь) // Жыровічы: пад святым Пакровам: энцыклапедыя / рэдкал.: В. У. Ваніна (гал. рэд.) [і інш.]. — Мінск : Беларуская Энцыклапедыя імя Петруся Броўкі, 2020. — С. 120.
- Лявонцій (Бондар) // Жыровічы: пад святым Пакровам: энцыклапедыя / рэдкал.: В. У. Ваніна (гал. рэд.) [і інш.]. — Мінск : Беларуская Энцыклапедыя імя Петруся Броўкі, 2020. — С. 123.
- Мемарыяльная аўдыторыя памяці прафесара Д. П. Агіцкага // Жыровічы: пад святым Пакровам: энцыклапедыя / рэдкал.: В. У. Ваніна (гал. рэд.) [і інш.]. — Мінск : Беларуская Энцыклапедыя імя Петруся Броўкі, 2020. — С. 128.
- Слесараў, А. В., Акімаў С. Мінская духоўная акадэмія // Жыровічы: пад святым Пакровам: энцыклапедыя / рэдкал.: В. У. Ваніна (гал. рэд.) [і інш.]. — Мінск : Беларуская Энцыклапедыя імя Петруся Броўкі, 2020. — С. 129—131.
- Слесараў, А. В., Бубноў, П. В. Мінская духоўная семінарыя. // Жыровічы: пад святым Пакровам: энцыклапедыя / рэдкал.: В. У. Ваніна (гал. рэд.) [і інш.]. — Мінск : Беларуская Энцыклапедыя імя Петруся Броўкі, 2020. — С. 132—143.
- Мітрафан (Гутоўскі) // Жыровічы: пад святым Пакровам: энцыклапедыя / рэдкал.: В. У. Ваніна (гал. рэд.) [і інш.]. — Мінск : Беларуская Энцыклапедыя імя Петруся Броўкі, 2020. — С. 144.
- Мітрафан (Ільін) // Жыровічы: пад святым Пакровам: энцыклапедыя / рэдкал.: В. У. Ваніна (гал. рэд.) [і інш.]. — Мінск : Беларуская Энцыклапедыя імя Петруся Броўкі, 2020. — С. 144—145.
- Міхей (Хархараў) // Жыровічы: пад святым Пакровам: энцыклапедыя / рэдкал.: В. У. Ваніна (гал. рэд.) [і інш.]. — Мінск : Беларуская Энцыклапедыя імя Петруся Броўкі, 2020. — С. 145—146.
- Павел (Панамароў) // Жыровічы: пад святым Пакровам: энцыклапедыя / рэдкал.: В. У. Ваніна (гал. рэд.) [і інш.]. — Мінск : Беларуская Энцыклапедыя імя Петруся Броўкі, 2020. — С. 154—161.
- Панцеляймон (Ражноўскі) // Жыровічы: пад святым Пакровам: энцыклапедыя / рэдкал.: В. У. Ваніна (гал. рэд.) [і інш.]. — Мінск : Беларуская Энцыклапедыя імя Петруся Броўкі, 2020. — С. 164—165.
- Полацкі Царкоўны Сабор 1839 г. // Жыровічы: пад святым Пакровам: энцыклапедыя / рэдкал.: В. У. Ваніна (гал. рэд.) [і інш.]. — Мінск : Беларуская Энцыклапедыя імя Петруся Броўкі, 2020. — С. 169.
- Серафім Жыровіцкі // Жыровічы: пад святым Пакровам: энцыклапедыя / рэдкал.: В. У. Ваніна (гал. рэд.) [і інш.]. — Мінск : Беларуская Энцыклапедыя імя Петруся Броўкі, 2020. — С. 175—176.
- Спісы абраза Міці Божай Жыровіцкай // Жыровічы: пад святым Пакровам: энцыклапедыя / рэдкал.: В. У. Ваніна (гал. рэд.) [і інш.]. — Мінск : Беларуская Энцыклапедыя імя Петруся Броўкі, 2020. — С. 178—183.
- Сцяфан (Корзун) // Жыровічы: пад святым Пакровам: энцыклапедыя / рэдкал.: В. У. Ваніна (гал. рэд.) [і інш.]. — Мінск : Беларуская Энцыклапедыя імя Петруся Броўкі, 2020. — С. 185.
- «Труды Мінскай духоўнай акадэміі» // Жыровічы: пад святым Пакровам: энцыклапедыя / рэдкал.: В. У. Ваніна (гал. рэд.) [і інш.]. — Мінск : Беларуская Энцыклапедыя імя Петруся Броўкі, 2020. — С. 186—187.
- Тупальскі Антоній // Жыровічы: пад святым Пакровам: энцыклапедыя / рэдкал.: В. У. Ваніна (гал. рэд.) [і інш.]. — Мінск : Беларуская Энцыклапедыя імя Петруся Броўкі, 2020. — С. 187.
- Філарэт (Вахрамееў) // Жыровічы: пад святым Пакровам: энцыклапедыя / рэдкал.: В. У. Ваніна (гал. рэд.) [і інш.]. — Мінск : Беларуская Энцыклапедыя імя Петруся Броўкі, 2020. — С. 190—199.
- Феадосій (Поўны) // Жыровічы: пад святым Пакровам: энцыклапедыя / рэдкал.: В. У. Ваніна (гал. рэд.) [і інш.]. — Мінск : Беларуская Энцыклапедыя імя Петруся Броўкі, 2020. — С. 201—202.
- Царкоўна-археалагічны музей Мінскай духоўнай семінарыі // Жыровічы: пад святым Пакровам: энцыклапедыя / рэдкал.: В. У. Ваніна (гал. рэд.) [і інш.]. — Мінск : Беларуская Энцыклапедыя імя Петруся Броўкі, 2020. — С. 204—209.
- Ціхан (Шарапаў) // Жыровічы: пад святым Пакровам: энцыклапедыя / рэдкал.: В. У. Ваніна (гал. рэд.) [і інш.]. — Мінск : Беларуская Энцыклапедыя імя Петруся Броўкі, 2020. — С. 212—213.
- Цэбрыкава Сафія Цітаўна // Жыровічы: пад святым Пакровам: энцыклапедыя / рэдкал.: В. У. Ваніна (гал. рэд.) [і інш.]. — Мінск : Беларуская Энцыклапедыя імя Петруся Броўкі, 2020. — С. 213.
- Чытаньні памяці мітрапаліта Круціцкага Пятра (Палянскага) // Жыровічы: пад святым Пакровам: энцыклапедыя / рэдкал.: В. У. Ваніна (гал. рэд.) [і інш.]. — Мінск : Беларуская Энцыклапедыя імя Петруся Броўкі, 2020. — С. 214.
- Чытаньні памяці мітрапаліта Літоўскага Іосіфа (Сямашкі) // Жыровічы: пад святым Пакровам: энцыклапедыя / рэдкал.: В. У. Ваніна (гал. рэд.) [і інш.]. — Мінск : Беларуская Энцыклапедыя імя Петруся Броўкі, 2020. — С. 214.
- Шалькевіч Адам Канстанцінавіч // Жыровічы: пад святым Пакровам: энцыклапедыя / рэдкал.: В. У. Ваніна (гал. рэд.) [і інш.]. — Мінск : Беларуская Энцыклапедыя імя Петруся Броўкі, 2020. — С. 215.

- Изначально приходская жизнь строилась вокруг Евхаристии… // Сретение. Православный журнал. — 2008. — № 3 (14). — С. 4.
- Секта «иоаннитов» // Врата небесные. Духовно-просветительный журнал. — 2010. — № 12. — С. 7-8.
- Первый архипастырь земли Гомельской. Памяти священномученика Митрофана (Краснопольского), епископа Гомельского // Сретение. Православный журнал. — 2011. — № 5 (сентябрь-октябрь). — С. 10-11.
- Протоиерей Павел Гинтовт (1877—1933) // Сретение. Православный журнал. — 2011. — № 2 (Март-апрель).
- Расколоведение: восстановленная учебная дисциплина // bogoslov.ru, 2 марта 2012
- Минские духовные академия и семинария в 2012 году // Труды Минской духовной академии. — 2012. — № 10. — С. 6-9.
- Как православный человек может стать сектантом // Новогрудские епархиальные ведомости. — 2013. — № 2 (159). — С. 15.
- Об опасности идеологизации религии // Сретение. Православный журнал. — 2014. — № 4. — С. 3.
- Слово главного редактора // Вестник Студенческого научного общества Минских духовных академии и семинарии. Электронный научный журнал. — 2014. — № 1. — С. 5-7.
- Слово главного редактора // ΧΡΟΝΟΣ. Церковно-исторический альманах. — 2015. — № 2. — С. 5-6.
- Пропаганда раскола в книге «Старый стиль лучше новых двух. Что такое календарная реформа» // ΧΡΟΝΟΣ. Церковно-исторический альманах. — 2016. — № 3. — С. 141—144.
- Перспективы взаимодействия Минской духовной академии с Синодальной комиссией по канонизации святых Белорусской Православной Церкви // Труды Минской духовной академии. — 2016. — № 13. — С. 19-22.
- Минская духовная академия на современном этапе // Ведомости Минской Митрополии. — 2017. — № 1 (131). — С. 71-74.
- Образование Белорусского Экзархата // Ведомости Минской Митрополии. — 2019. — № 9 (163). — С. 9-10. (в соавторстве с протоиереем Евгением Свидерским)
- Православная Церковь на белорусских землях ко времени учреждения Белорусского Экзархата // Ведомости Минской Митрополии. — 2019. — № 9 (163). — С. 6-9. (в соавторстве с протоиереем Евгением Свидерским)

- Круг П. Профессия — расколовед. Создатель и главный редактор сайта «Анти-раскол» Александр Слесарев рассказал о том, зачем в православных семинариях необходимо изучать историю церковных разделений // НГ-Религии. 11.11.2009. — № 19. — С. 6.
- Возможен ли раскол в Белорусской Православной Церкви? // Гродненские епархиальные ведомости. — 2012. — № 12 (241). — С. 8-9.
- Смысл одной буквы. Большой репортаж // Поколение. — Гродно, 2013. — № 3. — С. 22-24.
- Богослов: выход из духовного вакуума возможен только каноническим путем // cominf.org, 23 мая 2018
- Александр Слесарев: «От церковных расколов государство страдает не меньше, чем Церковь» // Журнал Московской Патриархии. 2020. — № 11-12. — С. 100—103
- «Наука необходима для реализации миссии Церкви». Беседа с проректором по научной работе Минской духовной академии // bogoslov.ru, 11 июля 2023